# Habilitação e reabilitação auditiva
A habilitação e reabilitação auditiva é um dos campos de atuação da Fonoaudiologia que compreende desde a seleção e adaptação do Aparelho de amplificação sonora e individual (AASI) até a reabilitação audiológica, por meio da terapia fonoaudiológica. O objetivo da reabilitação auditiva é desenvolver ou devolver a capacidade de percepção auditiva ao indivíduo com deficiência auditiva, com auxilio de dispositivos que possam amplificar o som. O desenvolvimento das habilidades auditivas e de linguagem, durante o processo de reabilitação auditiva, depende de alguns fatores determinantes como: tempo de privação auditiva, etiologia, engajamento do paciente e da família, entre outros.
O processo de reabilitação pode ser categorizado ainda em duas abordagens: bebês/crianças e adultos/idosos. No contexto pediátrico, é fundamental estabelecer como prioridade e otimizar a funcionalidade auditiva através da utilização desses dispositivos eletrônicos, visando o desenvolvimento das habilidades auditivas e a construção da linguagem. Nesse sentido, é imprescindível envolver ativamente a família, considerando que é com ela que a criança interage durante a maior parte do tempo. Já no caso de adultos e idosos, é de suma importância incluir, dentro de um programa eficaz de reabilitação auditiva, o treinamento das habilidades auditivas, memória e linguagem, bem como a estimulação de diferentes experiências acústicas (variações ambientais).

## Abordagem aurioral
A abordagem aurioral é uma intervenção que tem como proposta priorizar a alteração primária: a audição, de forma que haja auxílio para que a criança possa usar sua audição residual e aprender a ouvir e falar de forma a evoluir conhecimentos, se integrar com as pessoas, e a participarem de atividades sociais, como dentro da própria família, escola e em grupos no geral. Ela visa desenvolver a sua audição residual, por menor que seja, para que seja aproveitada.
Dentro da abordagem aurioral o canal sensorial da audição é priorizado, e considerado fundamental para o desenvolvimento da comunicação oral. Mesmo que durante o trabalho outros canais sensoriais sejam utilizados, de forma que auxiliem o desenvolvimento de linguagem oral, como a visão, se necessário, a  leitura labial, estes são apoios de terapia, mas a prioridade sempre se mantém com sensação auditiva.
A abordagem aurioral tem como objetivo as habilidades auditivas, que é adquirir e desenvolver a  comunicação oral, os aspectos cognitivos da linguagem e fornecer orientações para familiares e escolas. Por isso existem estratégias terapêuticas para que seja estimulado a aquisição e o desenvolvimento da linguagem oral trabalhando a audição, contribuindo para o aproveitamento satisfatório do aparelho auditivo, isso se mostra eficaz na reabilitação auditiva de pacientes que apresentam perda auditiva. Além da terapia, o uso de prótese auditiva ou implante coclear é fundamental, para assim alcançar mais resultados positivos, já que a criança com deficiência auditiva ao utilizar terá acesso amplo às informações acústicas dos sons da língua, gerando grandes chances para o desenvolvimento da linguagem oral. Essa tecnologia é indicada para variados tipos e graus de perdas auditivas.
Diante disso é de fundamental importância os princípios da abordagem aurioral que são eles:
Detecção e intervenção precoce da deficiência auditiva: Existe um exame para identificação precoce da deficiência auditiva, ele é feito diretamente no berçário através da triagem auditiva neonatal. O diagnóstico precoce possibilita um melhor prognóstico da intervenção, já que é aproximadamente até os dois anos de idade que ocorre a plasticidade auditiva, quanto maior forem os inputs nas crianças maior será a forma de construção da linguagem oral.

## Princípios
Existem oito princípios que norteiam esse projeto, definidos em: detecção e intervenção precoce, dispositivos eletrônicos, desenvolvimento da função auditiva, integração, comunicação, etapas das habilidades auditivas, avaliação, escola.

### Detecção e Intervenção Precoce
O cérebro nos primeiros anos de vida está apto a desenvolver linguagem e isso só é possível de ocorrer se houver integridade do sistema auditivo. Enquanto o cérebro sofre maturação, as informações advindas do ambiente— chamadas de "Input"— são facilmente processadas e culminam na obtenção da linguagem oral. Levando isso em consideração, o diagnóstico precoce é muito importante para o desenvolvimento da crianças com deficiência auditiva pois propicia uma intervenção rápida e um melhor prognóstico.

### Dispositivos eletrônicos

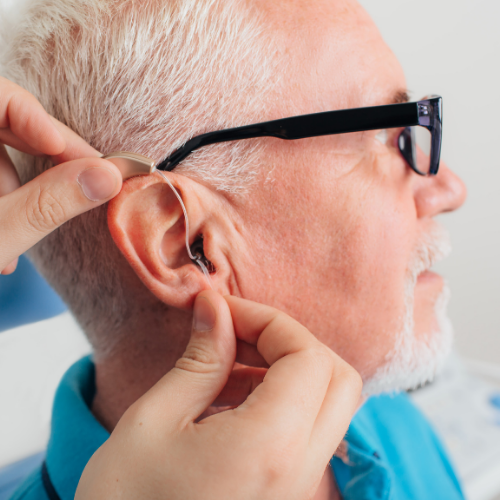
Aparelho de Amplificação Sonora Individual

A amplificação e o uso constante e correto do aparelho de amplificação sonora individual ou do implante coclear (IC) multicanal, pois é por meio destes que a criança poderá ouvir a fala e os sons ao seu redor.
A audição consistente engloba não apenas a exposição, mas também a duração e a qualidade com que a informação sonora é percebida pela criança. Quando se trata de utilizar dispositivos eletrônicos, independentemente do grau de perda auditiva, a duração e a qualidade da informação desempenham um papel fundamental no desenvolvimento da criança.

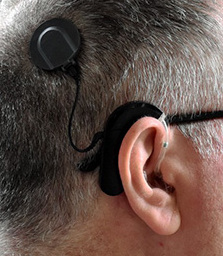
Implante coclear

### Desenvolvimento da função auditiva
A terapia fonoaudiológica visa desenvolver habilidades auditivas como: detecção, discriminação, reconhecimento e compreensão, praticando isso levará a criança ao aprendizado da linguagem oral e atribuição de significado que ela possa dar ao mundo. O desenvolvimento da função auditiva acontece quando existe um ambiente acústico favorável, e a partir da introdução da criança em um mundo sonoro, com contextos significativos. Isso envolve não apenas o processo de terapias, mas também o dia a dia da criança, por meio da linguagem incidental, sendo um processo prazeroso e divertido.
É importante também todos os cuidados possíveis com as condições acústicas do ambiente, sempre que possível atenuar ruídos para tornar-se uma qualidade mais clara do som, e manter o Aparelho de amplificação sonora e individual (AASI) ou do Implante coclear (IC) sempre o mais eficientes possível.

### Integração
Na abordagem aurioral é fundamental desenvolver o resíduo auditivo, e assim integrar a audição à personalidade da criança.  A integração sensorial é o processo neurológico que organiza as sensações do próprio corpo e do meio ambiente, tornando possível que o corpo utilize para o uso na vida cotidiana. O som está em toda a parte e provê contato emocional com o meio ambiente continuamente e significativamente. A criança deve ser capaz de monitorar sua fala em desenvolvimento, ou seja, ouvir suas próprias emissões, a voz de outras pessoas e compará-las. Assim, deve ser trabalhado o saber ouvir, para que haja o uso adequado do resíduo auditivo e a atenção aos sons e aos significados que transmitem, possibilitando o domínio das habilidades da comunicação verbal.

### Comunicação
O princípio de comunicação se refere às atividades comunicativas, que se iniciam desde de o primeiro ano de vida, quando a mãe conversa com o bebê. Mesmo os cuidadores de bebês surdos, devem falar e estimular a comunicação, pois se os cuidadores forem bons falantes, a criança também será. A comunicação envolve o falar e ouvir, essencial para efetividade comunicativa. Quando os pais ouvem e compreendem os filhos praticam um incentivo ao desenvolvimento da linguagem, já que é um meio da criança perceber que sua atividade comunicativa tem função.

### Etapas das habilidades auditivas
As etapas das habilidades auditivas é o sexto princípio. Nele, o objetivo é fazer com que a criança com deficiência auditiva vivencie as mesmas etapas auditivas pelas quais as crianças ouvintes passam naturalmente, que são detecção auditiva, discriminação auditiva, reconhecimento auditivo e a compreensão. Estas etapas envolvem os sons ambientais e da fala, além dos processos psíquicos de atenção e memória, os quais são fundamentais para o desenvolvimento.

### Avaliação
Durante todo processo terapêutico a criança deve estar sendo avaliada, tanto quanto a linguagem, ao aparelho de amplificação sonora e individual ou do implante coclear (IC) , ao grau da deficiência auditiva e seus relacionamentos sociais. Para a efetiva avaliação, é essencial ter em mente que cada criança é única, com suas individualidades e seu próprio desenvolvimento, de acordo com fatores internos e ambientais, de convivência e etc.
E por conta disso, é difícil estabelecer exatamente o que esperar de cada um, o que pode ser feito é ter possibilidades gerais de certos objetivos a serem alcançados pelo trabalho terapêutico.

## Avaliação das habilidades auditivas e linguagem
A avaliação das habilidades auditivas é realizada por meio de uma combinação de testes e exercícios específicos. Existem diferentes abordagens e ferramentas utilizadas, dependendo dos objetivos e do contexto da avaliação. Também é possível realizar avaliações clínicas mais abrangentes, como testes de processamento auditivo, que analisam a capacidade do sistema auditivo de processar e interpretar informações sonoras. Contudo, é importante ressaltar que essas avaliações devem ser realizadas por um profissional especializado, como o fonoaudiólogo, que possui o conhecimento e a experiência necessários para interpretar os resultados e fornecer orientações adequadas para o treinamento auditivo, por exemplo, que busca desenvolver as habilidades auditivas.
O desenvolvimento das habilidades auditivas e de linguagem ocorre nos primeiros anos de vida, pois a maturação do sistema auditivo central acontece neste intervalo de tempo, proporcionando o maior período de neuroplasticidade da vida humana, assim permitindo o estabelecimento de novas conexões neurais que são de extrema importância para um desenvolvimento típico da audição e da linguagem.
Com o desenvolvimento das habilidades auditivas, ocorre a melhora no processo da linguagem oral bem como da compreensão e ajuda principalmente as crianças, a dar significado ao mundo.
O completo funcionamento das estruturas responsáveis pela audição é de suma importância para aquisição e desenvolvimento da linguagem. A criança apenas estará apta para abranger e reconhecer a fala após compreender, entender, detectar, discriminar, localizar sons, memorizar e integrar as experiências auditivas.
Uma pequena alteração na via auditiva faz com que a criança apresente dificuldades não só para ouvir, mas para compreender e entender os sons aos quais entra em contato, ocasionando grandes prejuízos na aquisição e desenvolvimento da linguagem.
O desenvolvimento procede da mesma maneira para crianças com audição normal e para as crianças com deficiência auditiva. Mas as crianças com deficiência auditiva que fazem uso ou não do aparelho de amplificação sonora e individual ou do Implante coclear (IC)  devido à perda auditiva o desenvolvimento ocorre num ritmo mais lento.
O desenvolvimento da Linguagem está diretamente ligada ao desenvolvimento das habilidades auditivas. A crianças desenvolvem a linguagem escutando as palavras ao seu redor. Se a criança tiver uma perda auditiva, dificulta para ela captar e reconhecer essas palavras e aprender. A perda auditiva quanto maior o grau maior é a dificuldade da percepção e discriminação da fala e maior é o défice de linguagem.
"Tais perdas podem se apresentar em diferentes graus. De acordo com a Organização Mundial de Saúde (OMS), na classificação de 2021, utilizada como parâmetro atual, é realizada a média tonal das frequências 500Hz, 1kHz, 2kHz e 4kHz e a partir dessa média, são classificados os graus de perda auditiva. São eles: Perda auditiva de grau leve (média tonal de 20 a menor que 35 dB); Perda auditiva de grau moderado (média tonal de 35 a menor que 50 dB); Perda auditiva de grau moderadamente severo (média tonal de 50 a menor que 65 dB); Perda auditiva de grau severo (média tonal de 65 a menor que 80 dB); Perda auditiva de grau profundo (média tonal de 80 a menor que 95 dB); Perda auditiva completa/surdo (média tonal maior ou igual a 95 dB); Perda auditiva unilateral (menor que 20 dB na melhor orelha, 35 dB ou mais na pior orelha).",
Para o desenvolvimento da audição e linguagem, é necessário que a criança aprenda um conjunto de 4 habilidades essenciais, descritas pelo Dr Norman Erber em 1982:
- Detecção auditiva
- Discriminação auditiva
- Reconhecimento auditivo
- Compreensão[18]

A detecção auditiva é capacidade da criança perceber os sons existentes ao seu redor. A capacidade de prestar atenção se o som está presente ou ausente. Para as crianças com perda auditiva, ela só é capaz de desenvolver essa capacidade de reconhecer com o parelho de ampliação e junto com a abordagem aurioral e ensinado pelo pais a prestar atenção a presença do som. 
A família é que representa para criança o primeiro mecanismo percepção do som por isso o papel mais importante da família é dar assistência à criança para dar atenção e responder numa conversa. (Simmons-Martin,1981)
 A discriminação auditiva é a capacidade de perceber deferentes sons como identificar diferentes intensidades, passos, duração, sons que veio primeiro, mas isso só é desenvolvido após adquirir a habilidade de detecção.
O reconhecimento auditivo é a capacidade/etapa onde a criança consegue repetir ou reconhecer um conjunto especifico de sons, por exemplo “oink” para o porco e “moo-o’ para vaca. Isso já requer o desenvolvimento da memória da crianças, a detecção do som e discriminação de um som do outro. Nessa etapa não a compressão, isso ocorre porque a criança ainda não compreendeu o que o som significa, mas sim memorizou.
A compreensão é a capacidade de compressão dos sons, é etapa final, a mais difícil e necessária para desenvolvimento da audição e linguagem. É a utilização de todas a habilidades anteriores para que a criança conseguir repetir algumas palavras e demostrar que intende o que o conjunto de sons significa.
Para a aquisição da linguagem é essencial a interação entre a audição, o social, o motor e funções cognitivas vinda da infância e parentes. Qualquer perda na capacidade auditiva, mesmo que pequena, impede a criança de receber adequadamente as informações sonoras que são essenciais para a aprendizagem da linguagem.

O ideal seria que todas as crianças fossem submetidas a uma avaliação audiológica no período neonatal. Uma perda de audição não identificada pode ter consequências devastadoras sobre o desenvolvimento da palavra e da linguagem da criança, mas também sobre seu comportamento psíquico e social ( Oliveira et al., 1990; Roslyng – Jensen, 1997)
Devido ao benefício do uso implante ou AASI, e a métodos terapeutas a criança pode ser capaz de ouvir as palavras e desenvolver as habilidades auditivas, e assim conseguir escutar e compreender as palavras, e isso conduz a aprendizagem da linguagem.

## Método Aurioral e qualidade de vida
A Organização Mundial de Saúde (OMS) define qualidade de vida como: “a percepção do indivíduo de sua inserção na vida, no contexto da cultura e sistemas de valores nos quais ele vive e em relação aos seus objetivos, expectativas, padrões e preocupações”. Além disso o bem estar espiritual, físico, mental, psicológico e emocional bem como, as relações sociais e acesso a saúde, educação, saneamento básico e tantos outros parâmetros que dão acesso a uma vida de qualidade.
Diante disso, a deficiência auditiva acarreta ao indivíduo dificuldades em vários aspectos, entre eles a compreensão dos sons da fala, isolamento social e baixo autoestima. Fatores esses que interferem na vida de qualquer indivíduo, comprometendo a socialização e a participação do mesmo na sociedade.
Através do método Aurioral na terapia fonoaudiológica em crianças com deficiência auditiva, foi possível observar que tal método fornece a criança habilidades de interação social quando comparadas àquelas de crianças com audição típica.